# یین جیان
یین جیان (انگلیسی: Yin Jian؛ زادهٔ ۲۵ دسامبر ۱۹۷۸) قایقران قایق بادبانی اهل چین است. از افتخارات وی میتوان به کسب مدال طلا در بازی‌های المپیک تابستانی ۲۰۰۸ اشاره کرد.